# 羅加喬夫區
羅加喬夫區是白俄羅斯東南部戈梅利州的一個區，行政中心為羅加喬夫，面積2,066.99平方公里，2009年人口60.933，人口密度每平方公里29.41人。